# (23) Thalia
23 Thalia er en asteroide i asteroidebæltet mellem Mars og Jupiter.
Den blev opdaget af John Russel Hind den 15. december 1852, og blev navngivet efter Thalia, musen for bl.a. humor i den græske mytologi.
| Astronomi | Spire Denne artikel om astronomi er en spire som bør udbygges. Du er velkommen til at hjælpe Wikipedia ved at udvide den. |